# 友枝喜久夫
友枝 喜久夫 (ともえだ きくお。1908年9月25日 - 1996年1月3日) は、昭和期に活躍した喜多流の能役者。特に三番目物を中心としてすぐれた境地を見せ、「最後の名人」の名をほしいままにした。

## 来歴
熊本県熊本市で、熊本藩細川家代々のお抱え能役者友枝家の長男として生まれる。名人として知られる友枝三郎の孫。済々黌卒業。
父の友枝為城及び、喜多流十四世宗家喜多六平太に師事。老境に入って目を病み半ば失明状態となったため、1990年の『景清』を最後に能を舞うことはなかったが、最晩年まで仕舞によって舞台に立ちつづけた。墓所は港区の持法寺。

## 人物
- 白洲正子の随筆『老木の花』が有名。
- 長男が友枝昭世。

## 関連文献
- 白洲正子『老木の花　友枝喜久夫の能』吉越立雄、大倉舜二撮影、求龍堂 1989
  - 『お能・老木の花』講談社文芸文庫 1993。新編・文のみ
- 白洲正子、渡辺保『姿　井上八千代・友枝喜久夫』吉越立雄撮影、求龍堂 1993
- 渡辺保『能のドラマツルギー　友枝喜久夫仕舞百番日記』角川書店 1995、角川ソフィア文庫 2002

## DVD

### 演能作品
- 『能楽名演集 能「頼政」喜多六平太／能「弱法師」友枝喜久夫』NHKエンタープライズ 2006
- 『能楽名演集 能「楊貴妃」／能「居囃子 草子洗小町」』喜多流 友枝喜久夫、NHKエンタープライズ 2009
- 『能楽 世阿弥・観阿弥 名作集 喜多流「班女」』友枝喜久夫、NHKエンタープライズ 2013

### 仕舞・一調
- 能楽名演集「仕舞独吟一調舞囃子集」／一調一声『三井寺』友枝喜久夫 大倉長十郎、NHKエンタープライズ
- 能楽名演集「仕舞一調舞囃子集」／仕舞『松風』友枝喜久夫、NHKエンタープライズ
- 特選 NHK能楽鑑賞会「一調独吟一管集」／一調『勧進帳』友枝喜久夫 安福建雄、NHKエンタープライズ